# ادبیات آسی

گروهی از ادیبان آسی

ادبیات آسی یا اوستیایی ادبیاتی است که به زبان آسی، یک زبان ایرانی بومی قفقاز نوشته و یا بیان می‌شود. ادبیات اوستیایی نسبتاً جوان است و اولین نمونه‌های آن در دهه ۱۸۹۰ منتشر شد. عصر طلایی آن در سال‌های پس از انقلاب اکتبر در روسیه بود که به زبان‌های غیرروسی توجه بسیاری شد.

## درون‌مایه
محبوب‌ترین درون‌مایه ادبیات آسی عبارتند از:
- زندگی کوهنشینان، به ویژه فقرا، در سده نوزدهم یا پیش از آن؛
- نقش حق سنتی در زندگی آسی‌ها (از جمله انتقاد از «انتقام» - مانند سنت «پس گرفتن خون»)؛
- ساخت سوسیالیسم (اغلب برخلاف وضعیت قبلی): آسی‌ها در مقایسه با زمان رژیم تزاری، که در فقر و بی سوادی غوطه‌ور بودند، زندگی بهتری دارند؛
- جنگ بزرگ میهنی (نام جنگ جهانی دوم در اتحاد جماهیر شوروی): از هر ده مرد آسی یکی در جنگ کشته شد که بیشتر آن‌ها لقب «قهرمان اتحاد شوروی» را نیز برای تلاش‌هایشان دریافت کرده‌اند.

## نویسندگان و شاعران
نویسندگان و شاعران اوستیایی از منابع غنی اشعار سنتی و حماسه نرت استفاده می‌کنند که حماسه ملی آسی‌ها (و همچنین چند قوم دیگر قفقاز شمالی) در نظر گرفته می‌شود. نسخه جامع مکتوب حماسه نیز به هر دو گویش اصلی ایرونی و دیگوری منتشر شده‌است. از شاعران شناخته‌شده آسی می‌توان به کستا ختاگوروف و از نویسندگان آن‌ها می‌توان به آرسن کوتزویف اشاره کرد.